# 23628 Ichimura
23628 Ichimura (tên chỉ định: 1996 XZ31) là một tiểu hành tinh vành đai chính. Nó được phát hiện bởi Naoto Sato ở Đài thiên văn Chichibu ngày 8 tháng 12 năm 1996. Nó được đặt theo tên Yoshimi Ichimura, nhà thiên văn học nghiệp dư Nhật Bản.